# Postkomunizam
Postkomunizam je izraz koji u svom najširem smislu označava period izlaska i prevazilaženja posledica komunističke vlasti, tj. ekonomske i političke prilike u bivšim socijalističkim zemljama Evroazije u periodu nakon revolucija 1989. i raspada SSSR-a, odnosno zemljama u kojima je do početka 1990-ih došlo do nestanka ili transformacije dotadašnjeg socijalističkog poretka. Takve se zemlje i društva u SAD-u najčešće nazivaju postkomunističkim, a period započet padom socijalizma postkomunističkim periodom. 
Pod post-komunističkim zemljama se u pravilu podrazumijevaju zemlje nekadašnjeg Istočnog bloka, bivše republike SSSR-a i SFRJ te Albanija; rjeđe se tu svrstavaju i bivše komunističke zemlje Trećeg svijeta kao što su npr. Avganistan, Etiopija, Kambodža, Jemen ili Sejšeli.
Iako prilike u post-komunističkim društvima bitno variraju od zemlje do zemlje, kod svih njih se zbila formalna ili stvarna transformacija političkog poretka iz jednostranačkog u višestranački sistem, odnosno dotadašnja državna ekonomija je zamijenjena ekonomskim modelom koji načelno podržava privatno vlasništvo i slobodno tržište, odnosno tržišnom privredom. Ekonomska transformacija se zbila velikom brzinom i obično imala posljedice u siromašenju nekih slojeva stanovništva, kao i bogaćenju uskog kruga "novokomponovanih" kapitalista, tzv. tajkuna, koji su obično bili članovi ili blisko vezani uz bivšu komunističku nomenklaturu. Uz te trendove se vezivao i trend rasta korupcije i kriminala, odnosno raznih oblika društvene patologije. 

## Spoljašnje veze
- Parties and Elections in Europe
- Dangerous Assumptions Архивирано на веб-сајту  (28. јул 2020) in the Bulletin of the Atomic Scientists Daniel Nelson, July/August 2000.
- Transitions Online: News coverage of Central and Eastern Europe, the Balkans, and the former Soviet Union
- Communism: A Love Affair?: Russians Nostalgic for Soviet Social Services by The Global Post